# Ufuoma Ejenobor
Ufuoma Ejenobor, est une actrice de Nollywood, présentatrice et mannequin nigériane. Nommée au festival de télévision de Monte-Carlo 2010 (catégorie séries télévisées, série comique, pour son rôle dans My Mum & I), elle joue dans des films aux côtés de Rita Dominic, Jim Iyke, Oge Okoye, Chioma Chukwuka et Zack Orji (en). Elle a également participé à des concours de beauté, ayant représenté son pays, à Miss Terre, aux Philippines en 2004.

## Filmographie
- 2014-2016 : Hear Word! (en) (Sister Esther)[2], pièce de Ifeoma Fafunwa.

## Source de la traduction
- (en) Cet article est partiellement ou en totalité issu de l’article de Wikipédia en anglais intitulé « Ufuoma Ejenobor » (voir la liste des auteurs).